# Makedonî, Mîronivka
Makedonî (în ucraineană Македони) este localitatea de reședință a comunei Makedonî din raionul Mîronivka, regiunea Kiev, Ucraina.

## Demografie
Componența lingvistică a localității Makedonî
     Ucraineană (98,45%)
     Rusă (1,29%)
     Alte limbi (0,13%)
Conform recensământului din 2001, majoritatea populației localității Makedonî era vorbitoare de ucraineană (98,45%), existând în minoritate și vorbitori de rusă (1,29%).